# Loisy-sur-Marne

Loisy-sur-Marne este o comună în departamentul Marne, Franța. În 2009 avea o populație de 944 de locuitori.